# Primos (film 2019)
Primos è un film brasiliano del 2019, diretto da Mauro Carvalho e Thiago Cazado e sceneggiato sempre da Cazado, a tematica omosessuale.

## Trama
Lucas è un pianista che vive a casa della zia, fervente cattolica, dalla morte dei genitori. La vita per lui sembra trascorrere priva di stimoli tra l'insegnare a suonare il piano a qualche studente e il dover suonare canzoni bibliche durante le omelie della zia in salotto; questo fin quando lei gli annuncia che il figlio di un suo cugino, che non ha mai incontrato, arriverà lì tra poco tempo per passare qualche giorno da loro e che lei nel frattempo partirà per un viaggio spirituale. Quando il cugino Mario arriva a casa della zia, Lucas sembra inizialmente perplesso e distante, ma con il tempo il rapporto tra i due diventerà molto forte fino a sfociare in un amore reciproco.
Dopo il ritorno della zia, lei rimane colpita positivamente dalla forte relazione instaurata tra i due e accetta di buon grado un prolungamento non definito della presenza di Mario. Tutto sembra andare per il meglio fin quando Julia, ragazza invaghitasi di Lucas e sua allieva, viene a scoprire della relazione tra i due e la rivela a tutti, sperando di provocare verso di loro uno stigma sociale. La zia accetta di buon grado la rivelazione (che aveva già precedentemente intuito) ma le sue amiche, tra cui Sonia, la proprietaria della loro casa, no. Sonia le chiede di andarsene e tutti e tre si trasferiscono da Emilio (spasimante della zia).